# Kashipura, Holalkere
Kashipura là một làng thuộc tehsil Holalkere, huyện Chitradurga, bang Karnataka, Ấn Độ.